# Hasan Hamidi
Hasan Hamidi (pers. حسن حمیدی) – irański zapaśnik w stylu wolnym. Złoto w mistrzostwach Azji w 1981. Piąty w mistrzostwach świata w 1981 i szósty w 1982 roku.